# Richard Tom
Richard Tom (* 8. November 1920 in Kanton, Guangdong, China; † 20. Februar 2007 in Aina, Hawaii) war ein US-amerikanischer Gewichtheber.

## Werdegang
Richard Tom wuchs in Palama bei Honolulu auf und begann als Jugendlicher im Central YMCA mit dem Gewichtheben. Später gehörte er dem Sportclub des Nuuanu YMCA an. Während des Zweiten Weltkrieges war er auch Kriegsteilnehmer in der US-Army.
Nach Kriegsende begann er wieder mit dem Gewichtheben. Er war der erste chinesisch-stämmige Sportler, der es in die Gewichtheber-Nationalmannschaft der Vereinigten Staaten schaffte. 1947 startete er im Bantamgewicht erstmals bei der US-amerikanischen Meisterschaft (AAU-Championships). Obwohl ihm dort im Drücken drei Fehlversuche unterliefen und er deshalb keine Dreikampfleistung erzielte, wurde er neben Joseph DePietro als zweiter US-amerikanischer Heber im Bantamgewicht für die Weltmeisterschaft in Philadelphia nominiert. In Philadelphia erreichte er im olympischen Dreikampf 287,5 kg (87,5-87,5-112,5) und wurde mit dieser Leistung hinter Joe die Pietro Vize-Weltmeister.
1948 belegte Richard Tom im Bantamgewicht bei der US-amerikanischen Meisterschaft und bei der Olympiaausscheidung (Trials) hinter Joe di Pietro jeweils den 2. Platz. Seine Dreikampfleistungen waren dabei 280 kg bzw. 290 kg. Er wurde daraufhin auch bei den Olympischen Spielen in London eingesetzt. In London erreichte er im olympischen Dreikampf 295 kg (87,5-90-117,5) und erkämpfte sich damit im Bantamgewicht hinter Joe Di Pietro und Julian Creus aus dem Vereinigten Königreich die Bronzemedaille.
Anders als einige andere hawaiianische Athleten asiatischer Herkunft (Tamio Kono, Emerick Ishikawa, Richard Tomita, Harold Sakata), die meist nach Kalifornien gingen, blieb Richard Tom immer in Hawaii. Nach den Olympischen Spielen 1948 in London wurde er Funktionär und Trainer im Nuuanu YMCA. In den Jahren von 1949 bis 1951 startete er bei keinen bedeutenden Gewichtheber-Wettbewerben. 1952 versuchte er ein Comeback und wurde in diesem Jahr mit 280 kg (85-85-110) sogar US-amerikanischer Meister im Bantamgewicht. Er wurde deshalb auch in die US-amerikanische Mannschaft für die Olympischen Spiele in Helsinki aufgenommen, kam aber dort nicht zum Einsatz, weil seine Leistung im Vergleich zu seinen internationalen Konkurrenten als wenig erfolgversprechend eingeschätzt wurde.
Er beendete danach seine Laufbahn als aktiver Gewichtheber.

## Internationale Erfolge
| Jahr | Platz  | Wettbewerb         | Gewichtsklasse | Ergebnisse                                                 |
| 1947 | 2.     | WM in Philadelphia | Bantam         | mit 287,5 kg (87,5-87,5-112,5), hinter Joe di Pietro, USA  |
| 1948 | Bronze | OS in London       | Bantam         | mit 295 kg (87,5-90-117,5), hinter Joe di Pietro, 307,5 kg |

## USA-Meisterschaften
| Jahr | Platz | Gewichtsklasse | Ergebnisse                                                                                              |
| 1947 | 6.    | Bantam         | mit 180 kg (00-75-105) nach drei Fehlversuchen im Drücken; Sieger: Joe di Pietro, 275 kg (97,5-82,5-95) |
| 1948 | 2.    | Bantam         | mit 280 kg (80-85-115), hinter Joe di Pietro, 312,5 kg (102,5-100-110)                                  |
| 1952 | 1.    | Bantam         | mit 280 kg (85-85-110), vor George Yoshioka, 275 kg und Joe di Pietro, 272,5 kg                         |

Erläuterungen
- alle Wettkämpfe im olympischen Dreikampf, bestehend aus beidarmigem Drücken, Reißen und Stoßen
- Bantamgewicht, Gewichtsklasse bis 56 kg Körpergewicht
- OS = Olympische Spiele, WM = Weltmeisterschaft